# 奥拉杜尔法奈
奥拉杜尔法奈（法語：Oradour-Fanais，法語發音：[ɔʁaduʁ fanɛ]）是法国夏朗德省的一个市镇，位于该省东北部，和维埃纳省及上维埃纳省接壤，属于孔福朗区。

## 地理
奥拉杜尔法奈（46°7'15"N, 0°47'1"E）面积26.41 平方千米，位于法国新阿基坦大区夏朗德省，该省份为法国西部内陆省份，北起德塞夫勒省和维埃纳省，东临上维埃纳省，东南至多尔多涅省，南至多爾多涅省，西接滨海夏朗德省。
与奥拉杜尔法奈接壤的市镇（或旧市镇、城区）包括：阿布扎克、布里亚克、布卢尔河畔阿涅尔、加茹贝尔、瓦勒迪苏瓦尔。

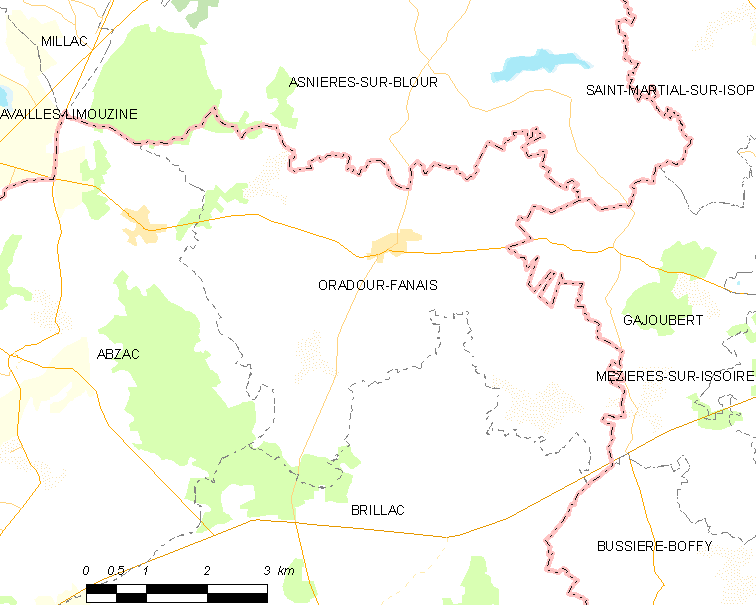
奥拉杜尔法奈的OSM定位图

奥拉杜尔法奈的时区为UTC+01:00、UTC+02:00（夏令时）。

## 行政
奥拉杜尔法奈的邮政编码为16500，INSEE市镇编码为16249。

## 政治
奥拉杜尔法奈所属的省级选区为夏朗德-维埃纳县。

## 人口

1962-2008年间奥拉杜尔法奈人口变化图示

奥拉杜尔法奈于2022年1月1日时的人口数量为341人。